# Lloyd LaBeach
Lloyd Barrington La Beach (28 de junio de 1924 – 17 de febrero de 1999) fue un deportista olímpico panameño, ganador de dos medallas de bronce en los Juegos Olímpicos de Londres 1948, en los 100 y 200 metros lisos. Durante años fueron las únicas medallas olímpicas de Panamá, hasta la medalla de oro alcanzada por Irving Saladino en salto de longitud, en los Juegos Olímpicos de Pekín 2008.

## Biografía y carrera profesional
Nació en 1924 en la ciudad de Panamá, hijo de Julia y Samuel LaBeach, emigrantes jamaiquinos que arribaron a Panamá durante la construcción del canal. La construcción terminó y la familia LaBeach permaneció en Panamá. Su padre organizó un negocio de transporte. 
Cuando el negocio del padre tuvo éxito, la familia LaBeach regresó a Jamaica para poner un negocio similar. Fue allí, algunos años después, cuando Lloyd demostró por primera vez sus habilidades como atleta en el Colegio Tutorial y Gaindstead en la ciudad de Kingston, donde implantó algunas marcas. Allí conoció al instructor Carlos Belisario, quien fue su amigo y consejero. 
En 1946 ganó una beca en la Universidad de Wisconsin, pero el clima de Wisconsin no pareció ser el mejor para él, por lo que ingresó posteriormente a la Universidad de California en Los Ángeles (UCLA), donde se graduó en 1948. 
En su cita olímpica en Londres, fue acompañado por Duke Drake, entrenador de atletismo de la UCLA. Lloyd cronometró 10.6 segundos en los 100 metros planos y 21.2 en los 200 metros. 
Al regreso de Londres, fue condecorado con la Orden Vasco Núñez de Balboa. 
La gloria panameña de LaBeach se forjó no solo por sus medallas olímpicas, pues el atleta también dejó el nombre de Panamá muy en alto en otras competencias en Ecuador, Estados Unidos, Perú, Venezuela, Cuba, Australia y Dinamarca. 
En Guayaquil, Ecuador, corría el año de 1951 cuando marcó 10.1 segundos en los 100 metros planos para convertirse en el primer ser humano en hacer dicho registro, pese a que la marca no fue avalada por las autoridades del atletismo mundial. 
Se retiró del atletismo en 1957. Con su esposa e hijos emigró a Lagos, Nigeria, donde se dedicó a un negocio de importación y exportación de productos agrícolas. 
A comienzos de la década de 1990 la familia se mudó a Estados Unidos. En ese entonces, el gobierno panameño, a través del Instituto Nacional de Deportes (Panamá) (PANDeportes) le otorgó la Medalla Manuel Roy al Mérito Deportivo. 
Lloyd LaBeach murió a los 74 años de edad, en un hospital de Nueva York el 17 de febrero de 1999. Sus cenizas fueron llevadas a Panamá para cumplir con sus últimos deseos y enterradas en el cementerio Amador.
El 15 de junio de 2008, la Asamblea Nacional de Diputados, declaró mediante Ley 49 de la República, el 28 de junio de cada año Día del deportista panameño, en honor al natalicio de Lloyd LaBeach.

## Medallas en Juegos Olímpicos
| Juegos       | Resultado | Deporte   | Evento     | Marca |
| ------------ | --------- | --------- | ---------- | ----- |
| Londres 1948 | 3º        | Atletismo | 200 metros | 21.2  |
| Londres 1948 | 3º        | Atletismo | 100 metros | 10.6  |